# Main de justice
Main de justice (tj. Ruka spravedlnosti) je insignie, odznak moci francouzských králů používaný od 13. století při korunovaci. Tento předmět, symbol soudní moci, který byl součástí regálií Francouzského království, dostal své označení v 15. století. Skládá se z žezla zakončeného rukou, jejíž první tři prsty jsou otevřené. Je uložen v muzeu Louvre v Paříži.

## Dějiny
Existuje jen málo záznamů o korunovaci kapetovských králů, což ztěžuje stanovení data, od kdy se ruka spravedlnosti používala. Ví se však, že až do konce 12. století dostávali francouzští králové během korunovačního obřadu hůl jako symbol velení. Není známo, zda před 12. stoletím byla tato hůl rukou spravedlnosti. Stále přetrvávají rozdílné teorie o analýze vyobrazení pečeti Huga Kapeta z roku 1681, na které se první z Kapetovců objevuje s rukou spravedlnosti. Může se jednat o chybnou interpretaci. V každém případě se ruka spravedlnosti na královských pečetích již neobjevuje.
Ruka spravedlnosti při korunovaci francouzských králů byla tvořena pravou rukou, která prováděla gesto žehnání. Byla vyrobena z rohu jednorožce, tedy z narvalího klu, připevněná k vrcholu zlatnické hole, která byla zničena za Francouzské revoluce v roce 1793. Pro korunovaci Napoleona I. požádal Vivant Denon v roce 1804 zlatníka Martina-Guillaume Biennaise, aby předělal ruku spravedlnosti, inspirovanou rytinou Bernarda de Montfaucon. Ten však nevěnoval pozornost varování, že rytina je obrácená, takže nově vyřezaná ze slonoviny je levá ruka. Byla upevněna na pozlacené měděné tyči, zdobené zlatnickým uzlem tvořeným středověkou lunetou Prstenu Saint-Denis, k němuž byly přidány dvě kameje z horského křišťálu a rytý ametyst, rovněž ze Saint-Denis.

## Symbolika
Vzhledem k názvu se ruce spravedlnosti připisuje význam, že král může vykonávat spravedlnost, takže je obdařen soudní mocí.
Tradičně mu byl připisován náboženský rozměr, každý prst na ruce měl přesný význam. Tak představují:
- palec: král
- ukazovák: rozum
- prostředník: milosrdenství
- dva prsty: katolická víra

Tři otevřené prsty také symbolizovaly Nejsvětější Trojici.